# Амагон (Арканзас)
Амагон (енгл. Amagon) град је у америчкој савезној држави Арканзас.

## Демографија
По попису из 2010. године број становника је 98, што је 3 (3,2%) становника више него 2000. године.
| Група             | 2000.      | 2010.      |
| Белци             | 89 (93,7%) | 89 (90,8%) |
| Афроамериканци    | 0 (0,0%)   | 0 (0,0%)   |
| Азијати           | 0 (0,0%)   | 0 (0,0%)   |
| Хиспаноамериканци | 6 (6,3%)   | 3 (3,1%)   |
| Укупно            | 95         | 98         |